# Кадровая служба
Кадровая служба (также отдел кадров предприятия, организации и так далее) — совокупность специализированных подразделений в структуре предприятия (с занятыми в них должностными лицами — руководителями, специалистами, техническим персоналом), призванных управлять персоналом предприятия в целях его адаптации.
К кадровым службам (отделам, отделениям, в зависимости от структуры) относятся кадровые агентства, агентства поиска сотрудников, компании по повышению квалификации. Функции кадровых служб во многом схожи с отделами кадров на предприятиях, но в то же время несколько шире их.

## Основы кадровых практик

### Приём сотрудников
Для успешного развития предпринимательства (бизнеса) необходим квалифицированный персонал. Разработайте должностные инструкции, указав основные функции и характеристики для каждой позиции. Поиск и отбор квалифицированных кандидатов становится важнейшим элементом в практике управления персоналом. Убедитесь, что кандидаты не сталкиваются с дискриминацией. Например, отказать кандидату в приёме на должность из-за наличия у него ребёнка или из-за того, что он предпенсионер или пенсионер — это нарушение закона.
Этапы приёма сотрудников кадровой службой предприятия:
- Заказ на поиск от линейного менеджера.
- Получение детальной информации о позиции, требованиях к соискателю, сроках.
- Поиск с использованием собственной базы, интернета, рекламы в СМИ, прямого поиска и услуг кадровых агентств.
- Первоначальный отбор: собеседование по телефону, личное собеседование, оценка и тестирование соискателя, подготовка соискателя к собеседованию с линейным менеджером.
- Проверка рекомендаций.
- Составление предложения о работе, контроль выхода на работу[1].

### Встреча персонала
Для ознакомления сотрудников с вопросами политики в области управления персоналом компании может быть «Справочник сотрудника». Этот справочник разъясняет ведение бизнеса и цели, которые ставятся перед персоналом компании. Ознакомившись с ним, сотрудники будут иметь чёткое представление о бизнесе, ценностях организации и желаемых результатах.
Справочник сотрудника должен:
- определять кадровые практики в соответствии со спецификой вашего бизнеса;
- соответствовать современному трудовому законодательству;
- улучшать моральное состояние сотрудников и снижать текучку кадров.

Дайте каждому работнику этот справочник, прочитайте его с ними и предоставьте работникам возможность задать вопросы. Попросите их расписаться в листе ознакомления с данным руководством, чтобы подтвердить, что они прочитали и поняли этот справочник.

### Адаптация новых сотрудников
Про этот элемент при приёме на работу и обучении часто забывают. Многих будущих проблем трудовой деятельности и поведения можно избежать с помощью адаптации, которая включает в себя изучение конторских (офисных) правил, процедур и практик. Кроме того, убедитесь, что каждый новый сотрудник получает «Справочник сотрудника» и после его прочтения имеет возможность задать вопросы по содержанию.

### Поощрение сотрудников
Поощрение сотрудников включают в себя то, как работодатель мотивирует сотрудников для эффективной работы с помощью окладов, системы премирования и социального пакета. Важно развивать и совершенствовать базовую заработную плату (оклады) и стимулирующие выплаты. Изучите, что является отраслевым стандартом в той сфере, в которой функционирует бизнес.

### Здоровье и безопасность
Обеспечение безопасности труда предотвращает несчастные случаи и травмы на работе. Кроме того, в последнее время выросло значение программ укрепление здоровья, способствующих здоровому образу жизни и безопасности на рабочем месте. Если компания не может оплатить полис ДМС, то может помочь сотрудниками приобрести корпоративные пакеты медицинских услуг. Здоровые сотрудники меньше отсутствуют и более эффективно работают. Кроме того, сверьтесь с законодательством, чтобы убедиться в том, что Вы соблюдаете юридические требования в вопросах охраны труда.

### Равные возможности занятости
Ко всем членам вашей команды надо относиться одинаково во всех рабочих вопросах. Также надо помнить, что дискриминация по признакам возраста и пола является незаконной. Хотя многие из законов не слишком рьяно соблюдаются, руководство компании любого размера должны быть знакомы с законами и нормами трудового права, чтобы быть уверенными в том, что их деловая практика не является дискриминационной.

### Отношения между сотрудниками
Общение между сотрудниками должно быть основано на взаимном уважении и взаимопомощи. Работодатель может принять локально-нормативный акт, в котором пропишет правила поведения в коллективе. Например, запрет хамить коллегам. 